# 沃夫科瓦季齊亞
50°3′21″N 24°59′4″E / 50.05583°N 24.98444°E
沃夫科瓦季齊亞（烏克蘭語：Вовковатиця），是烏克蘭西部的村莊，隸屬利維夫州的佐洛奇夫區。該村面積0.4平方公里，海拔高度220米，2001年人口107，人口密度每平方公里269.52人。